# Москаленко Антон Якович
Анто́н Я́кович Москале́нко (19 січня 1991 — 21 серпня 2014) — старший солдат Збройних сил України, учасник російсько-української війни.

## Життєвий шлях
Народився 1991 року в місті Жмеринка. 2006 року закінчив 9 класів ЗОШ № 3 Жмеринки, вступив до Жмеринського вищого професійного училища. Продовжив навчання у Вінницькому транспортному коледжі, спеціальність «експлуатація і ремонт підйомно-транспортних та будівельних машин і обладнання». На заочній формі навчався в Вінницькому соціально-економічному інституті Університету «Україна», спеціальність «правознавство».
Протягом 2010—2011 років проходив строкову військову службу в лавах ЗСУ. З 2011 року працював слюсарем у візковому цеху, дещо пізніше — слюсарем з огляду та ремонту локомотивів (цех з огляду та ремонту локомотивів), відокремлений підрозділ локомотивне депо Жмеринка.
У травні 2014 року мобілізований до лав Збройних Сил України, старший солдат, старший стрілець 9-го батальйону територіальної оборони Вінницької області, псевдо «Дізель».
Загинув під час обстрілу, який вели російські збройні формування поблизу Новоазовська. 21 серпня в обідню пору з важкої артилерії двічі був обстріляний блокпост «Вишка» НГУ та добровольчих батальйонів поблизу Тельманового Донецької області, у прибережній зоні за кілька кілометрів від кордону з РФ. Бійці евакуювали в укриття мирних громадян, які перетинали блокпост. Обстріл проводився з боку кордону з РФ. Ще один вояк зазнав поранення.
24 серпня 2014 року похований на міському кладовищі міста Жмеринка.
Без Антона лишились батько Яків Петрович і мама Оксана Андріївна; молодший брат та наречена.

## Нагороди та вшанування
За особисту мужність і героїзм, виявлені у захисті державного суверенітету та територіальної цілісності України, вірність військовій присязі під час російсько-української війни, відзначений — нагороджений
- орденом «За мужність» III ступеня (15.5.2015, посмертно)
- 19 січня 2015-го в місті Жмеринка на фасаді будівлі ЗОШ школи № 3, де навчався Антон Москаленко, відкрито меморіальну дошку його честі.
- Вшановується 21 серпня на щоденному ранковому церемоніалі вшанування українських захисників, які загинули цього дня у різні роки внаслідок російської збройної агресії[2]
- Його портрет розміщений на меморіалі «Стіна пам'яті полеглих за Україну» у Києві: секція 3, ряд 5, місце 11